# Sławomir Suchomski
Sławomir Suchomski (ur. 22 października 1966 w Tucholi) – polski trener i piłkarz występujący na pozycji napastnika.

## Kariera piłkarska
Pierwsze kroki Sławomir Suchomski stawiał w MLKS Tucholanka Tuchola gdzie do dziś jest najbardziej znanym sportowcem, także u schyłku kariery w sezonie 2002/2003 wrócił na jeden sezon by pomóc temu klubowi awansować do V ligi.
Początki jego kariery piłkarskiej wiążą się z przejściem do zespołu Wdy Świecie w roku 1986, a potem do Olimpii Poznań w sezonie 1988/1989. Po 271 meczach i 64 golach na polskich boiskach Sławomir Suchomski zdecydował się na występy w zespole futsalu Holiday Życie Chojnice gdzie przez lata tworzył jego trzon. Wraz z nim w późniejszych sezonach awansował do I ligi futsalu. Zespół z Chojnic zajmował bardzo dobre miejsca w lidze oraz zdobył Puchar Polski.
Grał również w futsalowym zespole Holiday Chojnice.

## Kariera trenerska

### Chojniczanka Chojnice
W kolejnych latach oddał się pracy trenerskiej. Jako pierwszy trener, wraz z Leszkiem Szankiem, poprowadził pomorską drużynę Chojniczankę Chojnice z V do II Ligi. Zgłoszony był również, jako zawodnik kadry Chojniczanki. Zarząd klubu postanowił jednak nie przedłużyć jego kontraktu pierwszego trenera po awansie w sezonie 2009/2010 z III do II ligi.

### Tur Turek
18 stycznia 2011 poprowadził pierwszy trening Tura Turek. W maju przestał być trenerem klubu z Turku.

### Lech Rypin
Od lipca 2011 do stycznia 2013 był szkoleniowcem Lecha Rypin. Po awansie do rozgrywek II ligi na koniec rundy jesiennej Rypiński Lech zajmował 5. miejsce w ligowej tabeli. Jednak przed rozpoczęciem rundy wiosennej sezonu 2012/13 z powodu kłopotów finansowych Lech wycofał się z rozgrywek zachodniej II ligi a z trenerem rozwiązano kontrakt.

### Fogo Luboń
W sierpniu 2013 roku Suchomski został trenerem Fogo Luboń, prowadził klub do początku 2014 roku.

### Sparta Brodnica
19 marca 2015 roku Suchomski obejmuje funkcję trenera III-ligowej Sparty Brodnica po tym, jak dzień wcześniej z tej funkcji po jednym dniu jej piastowania zrezygnował Grzegorz Lewandowski a wcześniej 13 marca opuścił klub z Brodnicy trener Tomasz Asensky. 12 czerwca 2015 roku kontrakt Suchomskiego ze Spartą uległ samorozwiązaniu po tym jak władze klubu nie podjęły decyzji o jego przedłużeniu pomimo tego, że trenerowi udało się uratować III ligę dla beniaminka z Brodnicy na zakończenie, której Sparta zajęła 9. miejsce.

### KKS 1925 Kalisz
27 listopada 2015 roku Suchomski został trenerem III-ligowego KKS-u 1925 Kalisz, z kaliskim klubem związał się kontraktem, który obowiązywał do końca czerwca 2016 roku. Przed trenerem postawiono cel polegający na utrzymaniu drużyny z Kalisza w III-lidze, który udało mu się osiągnąć, mimo to zarząd klubu nie przedłużył umowy z trenerem. Bilans kaliszan pod wodzą Suchomskiego wyniósł: 8 zwycięstw, 2 remisy i 4 porażki dodatkowo zespół zdobył okręgowy i wielkopolski Puchar Polski. Nowym trenerem KKS-u został Piotr Morawski.

### Górnik Konin
18 września 2017 roku Suchomski zastąpił Czesława Owczarka na stanowisku trenera Górnika Konin, a jego zadaniem było utrzymanie konińskiego klubu w III lidze. Ten cel udało się osiągnąć na kolejkę przed końcem sezonu, wygrywając z Centrą Ostrów Wielkopolski, dzięki czemu zarząd zdecydował się na przedłużenie kontraktu ze szkoleniowcem. Jesień sezonu 2018/19 klub pod wodzą Suchomskiego zakończył na jedenastym miejscu w tabeli. 2 stycznia 2019 roku ogłoszono, iż trener opuszcza Górnika po rozwiązaniu kontraktu za porozumieniem stron.

### Kotwica Kołobrzeg
10 stycznia 2019 roku Suchomski został trenerem III-ligowej Kotwicy Kołobrzeg, którą trenował do września 2019 roku. Zastąpił go Petr Němec.

### Górnik Konin
Suchomski objął drużynę seniorów III-ligowego Górnika 7 czerwca 2020 roku przed rozpoczęciem sezonu 2020/21. Drużyna pod jego wodzą rozegrała łącznie 10 spotkań ligowych, w których uzbierała na swoim koncie zaledwie jeden punkt. 5 października 2020 umowa z trenerem została rozwiązana za porozumieniem stron.